# Willie Thomas
Willie Thomas (* 13. Februar 1931 in New York City; † 16. Februar 2019) war ein US-amerikanischer Jazzmusiker (Trompete), der sich als Bewahrer der Bebop-Tradition verstand.

## Leben und Wirken
Thomas wuchs in Orlando, Florida auf und begann mit zehn Jahren Trompete zu spielen. Während der Ableistung seines Militärdienstes gehörte er der Third Army Band an, in der zu dieser Zeit auch Wynton Kelly spielte. Anschließend zog er nach New York, um als professioneller Musiker zu arbeiten. Erste Aufnahmen entstanden 1956, als er dem Al Belletto Sextett angehörte. 1958 spielte er bei Woody Herman and His Orchestra;   1959 wirkte er in Chicago  bei Aufnahmen des Modern Jazz Trio Plus Three (MJT + 3) mit; weitere Beteiligte waren Frank Strozier, Harold Mabern, Bob Cranshaw und Walter Perkins. Aufnahmen mit diesen Musikern für Vee Jay Records unter eigenem Namen blieben allerdings unveröffentlicht.
Des Weiteren arbeitete Thomas in dieser Zeit mit Peggy Lee, dem Slide Hampton Octet (mit Freddie Hubbard und George Coleman), Jerry Winters, Bill Barron und Tito Puente. In den 1960er-Jahren kehrte er nach Florida zurück; Aufnahmen entstanden in diesen Jahren für Atlantic Records. Unter eigenem Namen spielte er 1987 die Alben Discover Jazz—Live! At the 1982 NAJE Convention (mit Bunky Green) und In Love Again (1987) ein. Im Bereich des Jazz war er zwischen 1956 und 1987 an 20 Aufnahmesessions beteiligt.
Anfang der 1990er-Jahre zog er in den Bundesstaat Washington. In dieser Zeit betätigte er sich außerdem als Autor; er schrieb die Lehrbuchreihe Jazz Anyone?, die bei Alfred Music erschien. Er war Mitglied der International Association for Jazz Education und wurde 1994 in die International Association of Jazz Educators’ Jazz Education Hall of Fame aufgenommen. Weiterhin betrieb Thomas die Website JazzEveryone.com, die er als The Authentic Bebop Guide bezeichnete. Bis ins hohe Alter spielte er in der Funtime Blues Band und unterrichtete über Skype. Thomas lebte in seinen späten Jahren auf der zu den San Juan Islands gehörenden Orcas Island im Nordwesten des Staates Washington.